# Phố Lu
Phố Lu là thị trấn huyện lỵ của huyện Bảo Thắng, tỉnh Lào Cai, Việt Nam.

## Địa lý
Thị trấn Phố Lu nằm ở phía đông nam huyện Bảo Thắng, có vị trí địa lý:
- Phía đông giáp xã Trì Quang và xã Xuân Quang
- Phía tây giáp xã Sơn Hà và xã Sơn Hải
- Phía nam giáp huyện Bảo Yên
- Phía bắc giáp xã Thái Niên.

Thị trấn Phố Lu có diện tích 22,19 km², dân số năm 2019 là 10.802 người, mật độ dân số đạt 487 người/km².
Phố Lu có quốc lộ 4 và đường sắt Hà Nội – Lào Cai đi qua địa bàn. Cầu Phố Lu bắc qua sông Hồng là cầu chung cho cả đường bộ lẫn đường sắt. Đầu năm 2015, có thêm cầu Phố Lu mới bắc qua sông Hồng nối với con đường 7 km từ thị trấn Phố Lu đi ngã ba Mỏ. Sông Hồng tạo thành ranh giới tự nhiên phía tây và nam của thị trấn, ngoài ra, trên địa bàn thị trấn còn có ngòi Tri.

## Hành chính
Thị trấn Phố Lu được chia thành 6 thôn và 13 tổ dân phố.

## Lịch sử
Sau năm 1975, xã Phố Lu thuộc huyện Bảo Thắng.
Ngày 13 tháng 3 năm 1979, thành lập thị trấn Phố Lu, thị trấn huyện lỵ huyện Bảo Thắng trên cơ sở một phần diện tích và dân số của xã Phố Lu.
Ngày 7 tháng 5 năm 2014, UBND tỉnh Lào Cai ban hành Quyết định số 1225/QĐ-UBND về việc:
- Đổi tên thôn Phú Long 1 thành tổ dân Phú Long 1.
- Đổi tên thôn Phú Long 2 thành tổ dân phố Phú Long 2.
- Đổi tên thôn Phú Thành 1 thành tổ dân phố Phú Thành 1.
- Đổi tên thôn Phú Thành 3 thành tổ dân phố Phú Thành 3.
- Đổi tên thôn Phú Thành 4 thành tổ dân phố Phú Thành 4.
- Đổi tên thôn Phú Cường 1 thành tổ dân phố Phú Cường 1.
- Đổi tên thôn Phú Cường 2 thành tổ dân phố Phú Cường 2.
- Đổi tên thôn Phú Thịnh 1 thành tổ dân phố Phú Thịnh 1.
- Đổi tên thôn Phú Thịnh 2 thành tổ dân phố Phú Thịnh 2.
- Đổi tên thôn Phú Thịnh 3 thành tổ dân phố Phú Thịnh 3.

Đến năm 2019, thị trấn Phố Lu có diện tích 15,03 km², dân số là 9.256 người, mật độ dân số đạt 616 người/km², có 13 tổ dân phố: 1, 2, 3, Phú Long 1, Phú Long 2, Phú Thành 1, Phú thành 3, Phú Thành 4, Phú Cường 1, Phú Cường 2, Phú Thịnh 1, Phú Thịnh 2, Phú Thịnh 3. Xã Phố Lu có diện tích 7,76 km², dân số là 1.546 người, mật độ dân số đạt 199 người/km².
Ngày 11 tháng 2 năm 2020, Ủy ban Thường vụ Quốc hội ban hành Nghị quyết số 896/NQ-UBTVQH14 về việc sắp xếp các đơn vị hành chính cấp huyện, cấp xã thuộc tỉnh Lào Cai (nghị quyết có hiệu lực từ ngày 1 tháng 3 năm 2020). Theo đó, sáp nhập toàn bộ diện tích và dân số của xã Phố Lu vào thị trấn Phố Lu.
Ngày 15 tháng 10 năm 2024, Bộ Xây dựng ban hành Quyết định số 938/QĐ-BXD về việc công nhận đô thị Phố Lu (bao gồm thị trấn Phố Lu, xã Sơn Hà và một phần của xã Sơn Hải) đạt tiêu chí đô thị loại IV.